# سمكة البوق الأطلسية
سمكة البوق الأطلسية (الاسم العلمي: Aulostomus strigosus) (بالإنجليزية: Atlantic cornetfish)‏ هي نوع من الأسماك تتبع جنس سمكة البوق من فصيلة أسماك البوق.